# Camille López
Camille López (Oloron-Sainte-Marie, 3 de abril de 1989) es un jugador francés de rugby que se desempeña como apertura para el club Aviron Bayonnais del Top 14 francés.
Camille López se autoproclama jugador vasco ya que pasó toda su infancia en un pequeño pueblo de Zuberoa llamado Sohüta (Cheraute, en francés). En el pueblo vecino de Maule su padre era directivo del Sport Athlétique Mauléonais y es aquí donde López a la edad de seis años probó el rugby como su hermano mayor Sébastien, durante su época escolar además del rugby practicó otros deportes como fueron el fútbol y la pelota vasca.

## Carrera
López juega en categorías inferiores con el SA Mauleon se proclama campeón de Francia en categoría cadete en 2006 y campeón de Francia junior en 2007. Debido a sus éxitos enseguida le llegan propuestas de diferentes clubes importantes para foramar parte de sus categorías inferiores como fueron las de Section Paloise , EE. UU. Dax , Stade Toulousain o Aviron Bayonnais).El 1 de marzo de 2009 hace su debut federal 1 con su equipo de toda la vida contra Bocau Tarnos saliendo en la formación titular en un partido que los rojiblancos pierden por 25-19

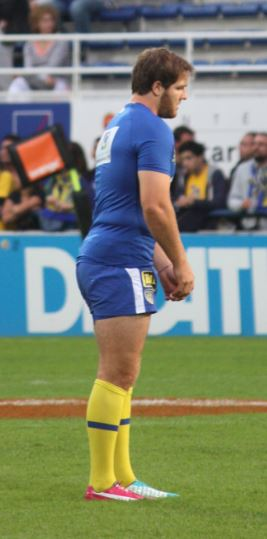
López calentando con Clermont.

 En la primavera de 2009, Vicente Etcheto y Laurent Martí, entrenador y presidente de la Union Bordeaux Bègles lo descubren. Según palabrás del propio Etcheto: "López tiene un buen pie izquierdo, el carácter, pero no el físico". Ese mismo año firma con la UBB para incorporarse a su segundo equipo mientras trabaja bajo la dirección del preparador físico Ludovic Loustau, que le hace perder diez kilos en un año, estabilizándose en 86 kg. Ya en la temporada siguiente se incorporó al primer equipo y participó en el ascenso de su equipo al top 14 en 2011. 4 temporadas completa, en el equipo bordelés hasta que en la temporada 2013-2014 la Union Sportive Arlequine Perpignan le ficha, dando un salto deportivo ya que en su nuevo club jugará la Copa de Europa de rugby, pero en final de segunda vuelta de campeonato plagado de lesiones entre ellas la del propio López el 17 de diciembre se rompe el ligamento cruzado anterior de la rodilla derecha con lo que la USAP acabó descendiendo a PRO D2 por primera vez en su historia y Camille López fue liberado de su contrato. Para la 2014-2015 firma un contrato por tres temporadas con ASM Clermont Auvergne formando parte de uno de los mejores equipos de Francia y compitiendo por un puesto con el afamado Brock James. 
En la temporada 2014-2015 a nivel particular debido a sus grandes actuaciones consigue hacerse con el puesto de apertura titular y a nivel colectivo juegan la final del Top 14 ante Stade Français Paris perdiendo la final ante todo pronóstico con el marcador de 12-6 y la final de la Copa de Europa 2014-2015 que también pierden esta vez ante Rugby-Club Toulonnais por 24-18 siendo el autor de 8 puntos.
En 2017 es pieza clave para llevar a su equipo a la final de la Champions, ya que en la semifinal ante Leinster fue el autor de dos drops decisivos. El la competición doméstica llegan a la final siendo López autor de dos ensayos en la semifinal ante Racing metro En la finial contra Toulon vencen con un marcador de 22-16

## Selección nacional
Camille López hizo su debut internacional con el XV del gallo en el Eden Park de Auckland contra los All Blacks el 8 de junio de 2013 en un partido que ganaron los neozelandeses con el marcador final de 23-13 y donde López fue titular. No vuelve a formar parte del al combinado nacional hasta la temporada 2014-2015 donde es convocado por Philippe Saint-André para disputar la ventana de los test matches de noviembre y también es convocado para jugar el Torneo de las Seis Naciones 2015aunque si bien es verdad que no consigue afianzarse con el puesto de titular debido a una lesión que tiene ante Italia, Aunque el entrenador afirmó que confiaba en él, no entró en la lista de 36 para disputar la Copa Mundial de Rugby de 2015. Con la entrada de Guy Novés como nuevo seleccionador López vuelve a gozar de confianza para llevar la manija de los blues y es convocado para el Torneo de las Seis Naciones 2017 siendo clave en alguno de sus partidos

## Palmarés y distinciones notables
- Ascenso al Top 14 2010-2011 (UBB)[14]
- Campeón del Top 14 2016-2017 (Clermont)
- Campeón European Rugby Challenge 2018-2019